# Jean de Ham
Jean de Ham, ou Jehan, choral formé à la Collégiale Saint Vincent de Soignies, il fut attaché à la chapelle d'Alexandre Farnèse (1545-1592), Prince de Parme, en 1581. Le père de Jean de Ham, Henri de Ham, escrinier  à Nivelles craignant que cette nouvelle affectation ne cache un transfert vers l'Espagne (Capilla Flamenca) s'en ouvrit au Prince et Gouverneur.
Pour le rassurer, le gouverneur des Pays-Bas le fit appeler près de lui dans un courrier daté du 31 juillet 1581.
« Cher et bien amé, vous aurez entendu comme nous avons fait tirer vostre filz Jehan hors l'église de Sougnyes, où il servoit de choral, ce qu'avons fait en intention, non de l'envoyer en Espaigne, comme vous présupposez, ains pour le tenir lez nostre personne; et, pour ceste cause, désirons que venyez au plustost icy vers nous, où vous aurez toute raison de contentement. A tant, cher et bien amé, nostre Seigneur vous ait en garde. De Mons, le dernier de juillet 1581. »
Souscription : « A ung Henri De Ham, escrinier demeurant à Nyvelles»,.